# Nati nel 1324
| Questa pagina contiene informazioni ricavate automaticamente dalle voci biografiche con l'ausilio del template Bio e di un bot. L'aggiornamento è periodico e automatico e ricostruisce completamente la pagina. Se manca una persona in questa lista, sei pregato di non aggiungerla, ma accertati piuttosto che la sua voce biografica contenga il template Bio e che i dati anagrafici siano correttamente compilati. Se il template Bio manca, inseriscilo tu stesso o, in alternativa, metti l'avviso {{tmp\|Bio}} che ne segnala la mancanza. Se i dati riportati sono sbagliati, correggi direttamente la voce biografica; le modifiche saranno visibili in questa lista entro pochi giorni. Per chiarimenti vedi il progetto biografie. La lista contiene solo le 13 persone che sono citate nell'enciclopedia e per le quali è stato implementato correttamente il template Bio. Pagina aggiornata al 10 ago 2025. |

- 5 marzo - Davide II di Scozia, re scozzese († 1371)
- 4 agosto - Siraj al-Din al-Bulqini, giurista egiziano († 1403)
- 6 novembre - Leonardo Frescobaldi, politico e scrittore italiano
- Magnus II di Brunswick-Wolfenbüttel, nobile tedesco († 1373)
- Costanza d'Aragona, principessa († 1355)
- Guglielmo I di Namur, nobile francese († 1391)
- Jahan Malek Khatun, poetessa persiana († 1393)
- Luigi di Durazzo, conte († 1362)
- Giovanni Manfredi, condottiero italiano († 1373)
- Vettor Pisani, ammiraglio italiano († 1380)
- Caterina di Savoia-Vaud, sovrana († 1388)
- Sigeri II di Enghien, nobile olandese († 1364)
- Francesco di Bartolo, critico letterario e latinista italiano († 1406)